# Panteon
Panteon (gr. pantheon: pan – wszystek + theos – bóg) to:
- w religiach politeistycznych – ogół bóstw,
- w sztuce starożytnej Grecji i starożytnego Rzymu – świątynia poświęcona wszystkim bogom.

Panteony były popularne zwłaszcza w okresie cesarstwa rzymskiego. Najbardziej znanym zabytkiem tego okresu jest Panteon w Rzymie.
W XVI wieku zaczęto naśladować zabytki rzymskie. Wzorując się na Panteonie, budowano w formie rotundy mauzolea, a nawet pawilony ogrodowe.